# 扎拉嘎胡
扎拉嘎胡（1930年2月4日—2023年3月3日），笔名白皓洁，男，蒙古族，祖籍辽宁喀尔沁左旗，生于吉林科右前旗（今属内蒙古自治区），中国作家，内蒙古自治区文学艺术界联合会原党组书记、常务副主席，中共内蒙古自治区委宣传部原副部长，内蒙古自治区作家协会原主席。